# Alpensteinbock
Der Alpensteinbock (Capra ibex) ist eine in den Alpen wieder verbreitete Art von Steinböcken  aus der Gattung der Ziegen. Ein weiblicher Steinbock wird Steingeiß genannt und ist nicht so groß wie ein männlicher.

## Merkmale

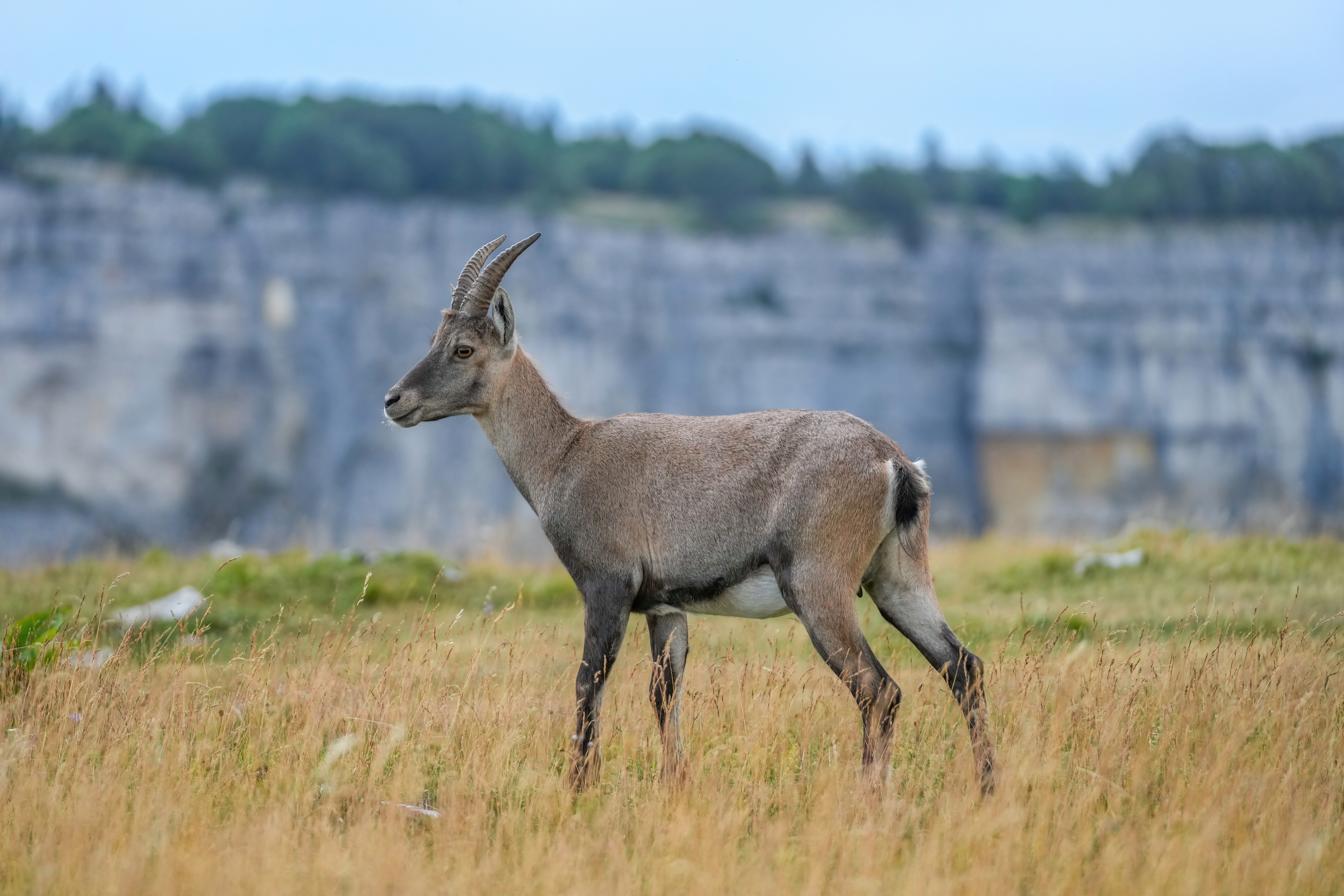
Weiblicher Alpensteinbock in Creux du Van, Schweiz

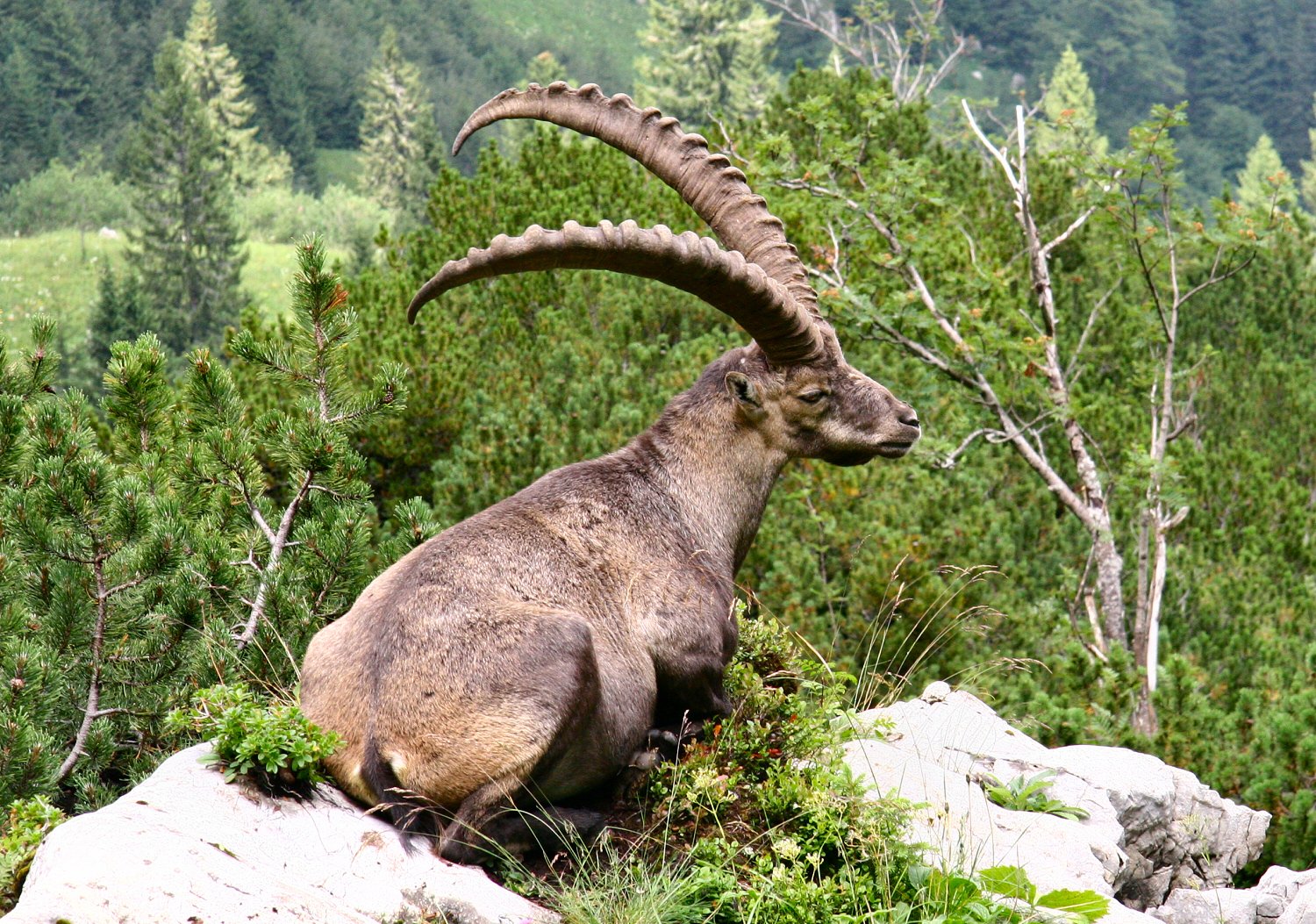
Alpensteinbock, männliches Tier

Alpensteinbock, weibliche Tiere mit Jungem

Ein Alpensteinbock hat im Durchschnitt eine Kopfrumpflänge von 150 cm und eine Schulterhöhe von 90 cm. Geißen sind etwa 40 kg schwer, wohingegen Böcke über 100 kg wiegen können. Der Bock verfügt über ein imposantes, gebogenes Gehörn (bis zu 1 m Länge), während die Geiß nur kurze, kaum gebogene Hörner hat. Die Böcke besitzen einen Ziegenbart. Böcke haben im Sommer ein dunkelbraunes Fell; das Fell der Weibchen ist mehr rötlich oder goldbraun. Im Winter wird das Fell beider Geschlechter gräulich.
Im Jahr 2012 wurden am Rotmoosferner im hinteren Ötztal, Österreich, Reste eines Alpensteinbocks ausgegraben und untersucht. Sie wurden als mindestens 3.300 Jahre alt bestimmt und belegen, dass die Exemplare damals etwas größer ausgebildet waren. Der 40 cm lange Teil eines Horns wurde erstmals 2014 im Archäologiemuseum Bozen ausgestellt.

## Lebensraum
In den Alpen lebt der Steinbock auf der Höhe zwischen der Wald- und Eisgrenze. Dabei steigt er bis in Höhen von 3500 m auf. Im Winter bleibt er allerdings in tieferen Lagen als im Sommer, und auch im Sommer steigt er zum Fressen oft auf alpine Wiesen ab, während er zum Übernachten die großen Höhen aufsucht.

## Lebensweise
Eine Steinbockherde setzt sich aus zehn bis zwanzig Weibchen und Jungtieren zusammen. Daneben gibt es die weniger stabilen Junggesellenherden noch nicht ganz ausgewachsener Böcke sowie einzeln lebende alte Böcke. Zur Fortpflanzungszeit in den Monaten Dezember/Januar suchen die Böcke die Weibchen auf und versuchen, Kontrolle über die Herde zu erlangen. Zwischen konkurrierenden Böcken kommt es dabei zu Kämpfen. Ein Bock muss mindestens sechs Jahre alt sein, um eine Chance zu haben, diese Kämpfe zu überstehen und einen Harem zu gewinnen. Über den Winter bleibt der Bock bei der Herde und verlässt sie im Frühling.
Nach einer Tragzeit von fünf bis sechs Monaten kommt im Zeitraum Mai bis Ende Juni ein Jungtier (Kitz), selten auch zwei, zur Welt. Das Junge kann vom ersten Tag an laufen und wird ein Jahr lang vom Muttertier gesäugt. Danach fressen Steinböcke unter anderem Gräser und Kräuter. Die Lebensdauer eines Steinbocks kann über zwanzig Jahre betragen.
Die Wiedereinbürgerung des Steinwildes in den Alpen hat in einigen Regionen gezeigt, dass Steinwild einen großen Einfluss auf die sie umgebende Landschaft hat. Aufgrund der in den 1920er Jahren wieder eingebürgerten Steinböcke nahm im Bereich des Schafbergs und des Piz Albris bei Pontresina im Oberengadin die Hangabtragung zu. Verantwortlich dafür waren Vertritt-Schäden des Steinwildes.

## Verbreitungsgebiet

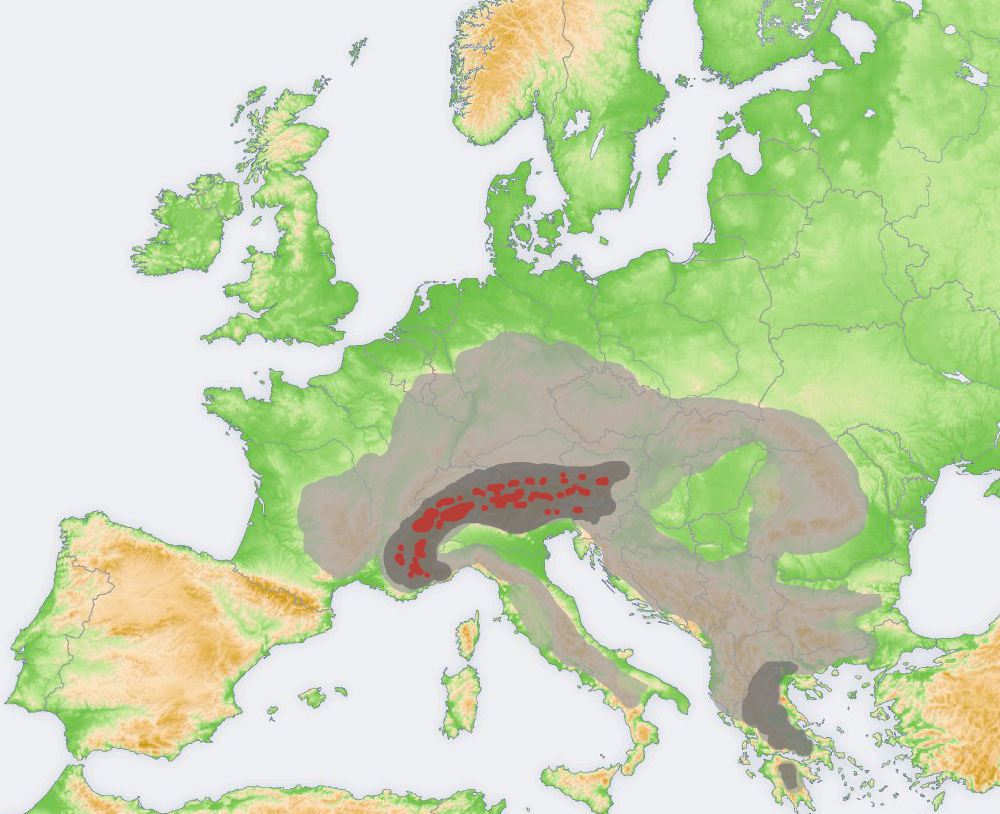
Verbreitungsgebiet des Alpensteinbocks im Eiszeitalter (hellgrau), im Holozän (dunkelgrau) und heute (rot)

Wappen des Kantons Graubünden

Während des Eiszeitalters war der Alpensteinbock weit über die Gebirge Mittel- und Osteuropas verbreitet. Im Südosten erreichte er Bulgarien und Griechenland, im Norden die Schwäbische Alb. Im Paläolithikum und bis in die Jungsteinzeit waren Steinböcke in manchen bergigen Regionen über Jahrtausende Hauptjagdwild des Menschen. Noch im frühen Holozän, bis vor etwa 8.000 Jahren, kam die Art in den Bergen Griechenlands vor. Bejagung scheint hier zum Verschwinden der Art ab etwa 5.600 v. Chr. geführt zu haben. Daher erwägt man, die Tiere wieder dort anzusiedeln.
Der Steinbock wurde in der früheren Zeit stark mystifiziert, was dazu führte, dass fast alles Verwertbare des Steinbocks, vom Blut über die Haare bis hin zu den Exkrementen, als Medizin gegen verschiedene Krankheiten eingesetzt wurde. Dies führte fast zum Aussterben der Art in Europa. Mitte des 17. Jahrhunderts war der Alpensteinbock auf dem Territorium des Gotteshausbundes, dessen Wappentier er war, ausgerottet, und Anfang des 19. Jahrhunderts war der Steinbock im gesamten Alpenraum bis auf etwa 100 Tiere im italienischen Gran Paradiso ausgerottet. Der Gressoneyer Förster Josef Zumstein und der Naturkundler Albert Girtanner konnten 1820 die Behörden dazu bewegen, die letzten Steinböcke im Gran Paradiso zu schützen. Ab 1821 wurden Steinböcke im gesamten Gebiet des Hauses Savoyen unter Schutz gestellt. 1856 machte König Viktor Emanuel II. von Sardinien-Piemont die Region zu einem seiner Jagdreviere und stellte eine große Zahl Wildhüter ein. Der Bestand wuchs bis Ende des 19. Jahrhunderts auf 3000 Tiere. Dank erfolgreicher Wiederansiedlungsprogramme ist aus dem einstigen Restbestand von unter 100 Tieren der Steinbock inzwischen wieder in weiten Teilen seines ursprünglichen Lebensraums verbreitet. Alle heute in den Alpen lebenden Steinböcke stammen von diesen 100 Tieren ab.
Obwohl von der Schweiz (deren Kanton Graubünden das Tier immerhin im Wappen trägt) damals wiederholt Gesuche für die Umsiedlung von Steinböcken gestellt wurden, erlaubte Viktor Emanuel III. den Export von Steinböcken nicht. So wurden dann 1906 die ersten Tiere in die Schweiz geschmuggelt und in den Wildpark Peter und Paul bei St. Gallen gebracht, wo sie gezüchtet wurden. 1911 erfolgte mit diesen Tieren eine erste, noch erfolglose Aussetzungsaktion. Ab 1915 wurden zur Züchtung auch Steinböcke in den Alpenwildpark Harder bei Interlaken gebracht, zuerst ein Zuchtpaar aus dem Wildpark Peter und Paul, anschließend direkt aus dem Gran Paradiso. Im Jahr 1920 begann dann die erfolgreiche Ansiedlung in den Bündner Bergen. Sämtliche heute in der Schweiz lebenden Steinböcke stammen von Tieren aus den zwei genannten Tierparks ab.

## Bestände

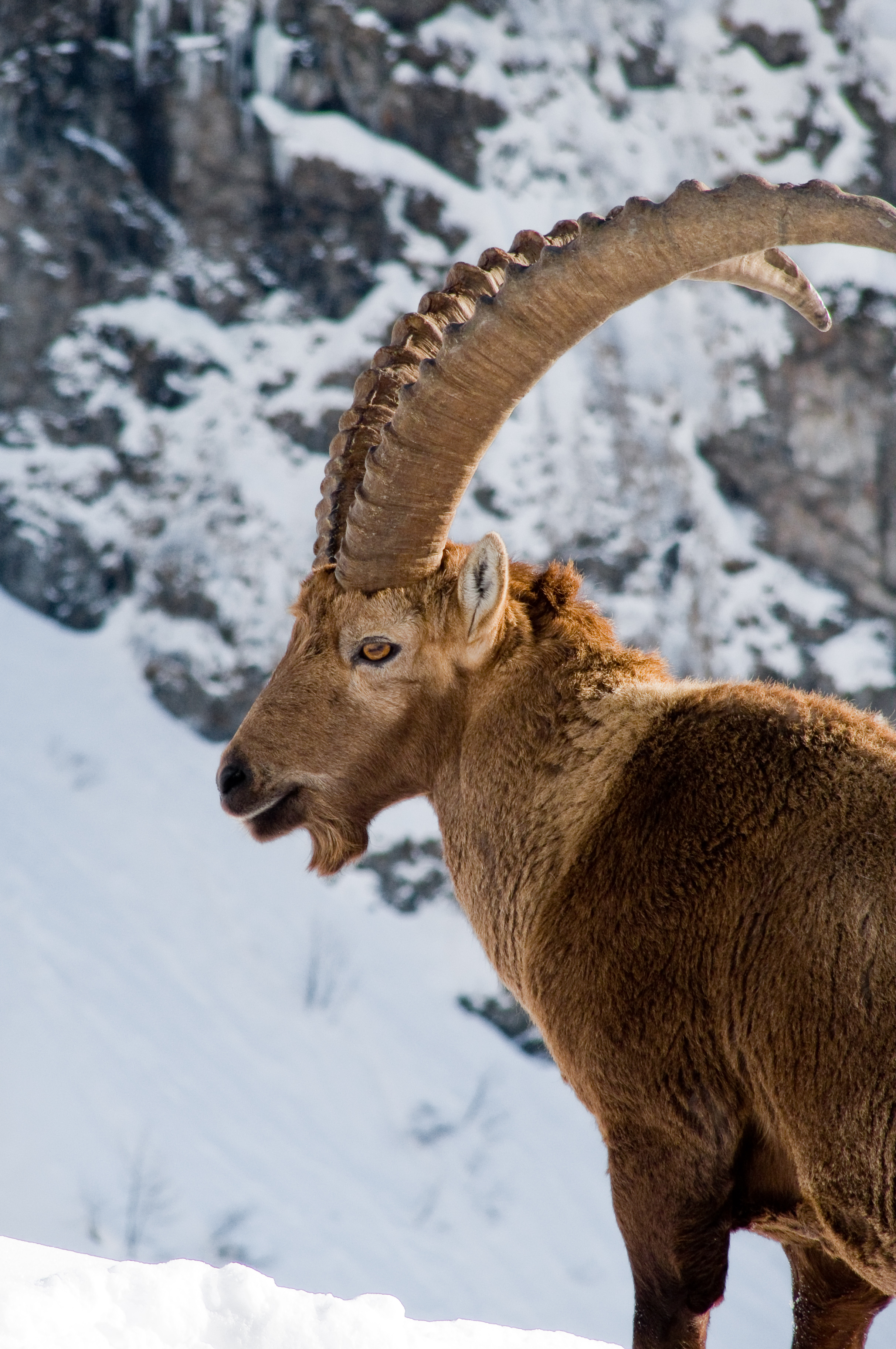
Alpensteinbock im Februar in den französischen Alpen

Der Alpensteinbock ist nicht mehr gefährdet (IUCN Least Concern). In der Schweiz leben 18.694 Tiere (Stand 2021) und in Italien 13.500 Steinböcke, das entspricht zusammen zwei Dritteln der Gesamtpopulation in den Alpen, die etwa 45.000 Tiere umfasst. In der Schweiz, wo die erfolgreiche Wiederansiedlung 1920 angefangen hatte, wird der Bestand seit 1977 durch Jagd reguliert.
Der Bestand in Österreich, wo 1924 die ersten Tiere erfolgreich wieder angesiedelt werden konnten, beläuft sich auf 4500 Tiere. Die Wiederansiedlung von Alpensteinböcken findet in der Regel breite Unterstützung bei der Bevölkerung und bei den Kommunen, da ein Bestand von Steinböcken häufig in der touristischen Vermarktung von alpinen Ferienorten genutzt wird.
In den französischen Alpen leben circa 10.000 Steinböcke (Stand 2014), vor allem im Nationalpark Mercantour, auf dessen bis 1947 zu Italien gehörendem Gebiet in den Seealpen bereits im Jahr 1921 die Wiederansiedlung begann, und im Nationalpark Vanoise, der mit circa 2500 Tieren die größte französische Steinbockpopulation aufweist.
In Deutschland gibt es fünf Populationen: zwei kleinere in der Nähe vom Graswangtal/Ammerwald sowie in der Nähe von Bayrischzell und drei größere in den Allgäuer Alpen, an der Benediktenwand und im Hagengebirge. Der Beginn der Wiederbesiedlung in den deutschen Alpen war 1936 bei Berchtesgaden. Bei einer offiziellen Zählung 2010 ermittelten Förster und Jäger 450 Alpensteinböcke in Bayerns Bergen; im Sommer 2016 waren es bereits 730. In Slowenien liegt der Bestand bei 400 Individuen an frei lebenden Alpensteinböcken. Im Jahr 1971 tauchten die ersten Exemplare auch in Liechtenstein am Falknis auf.

## Systematik

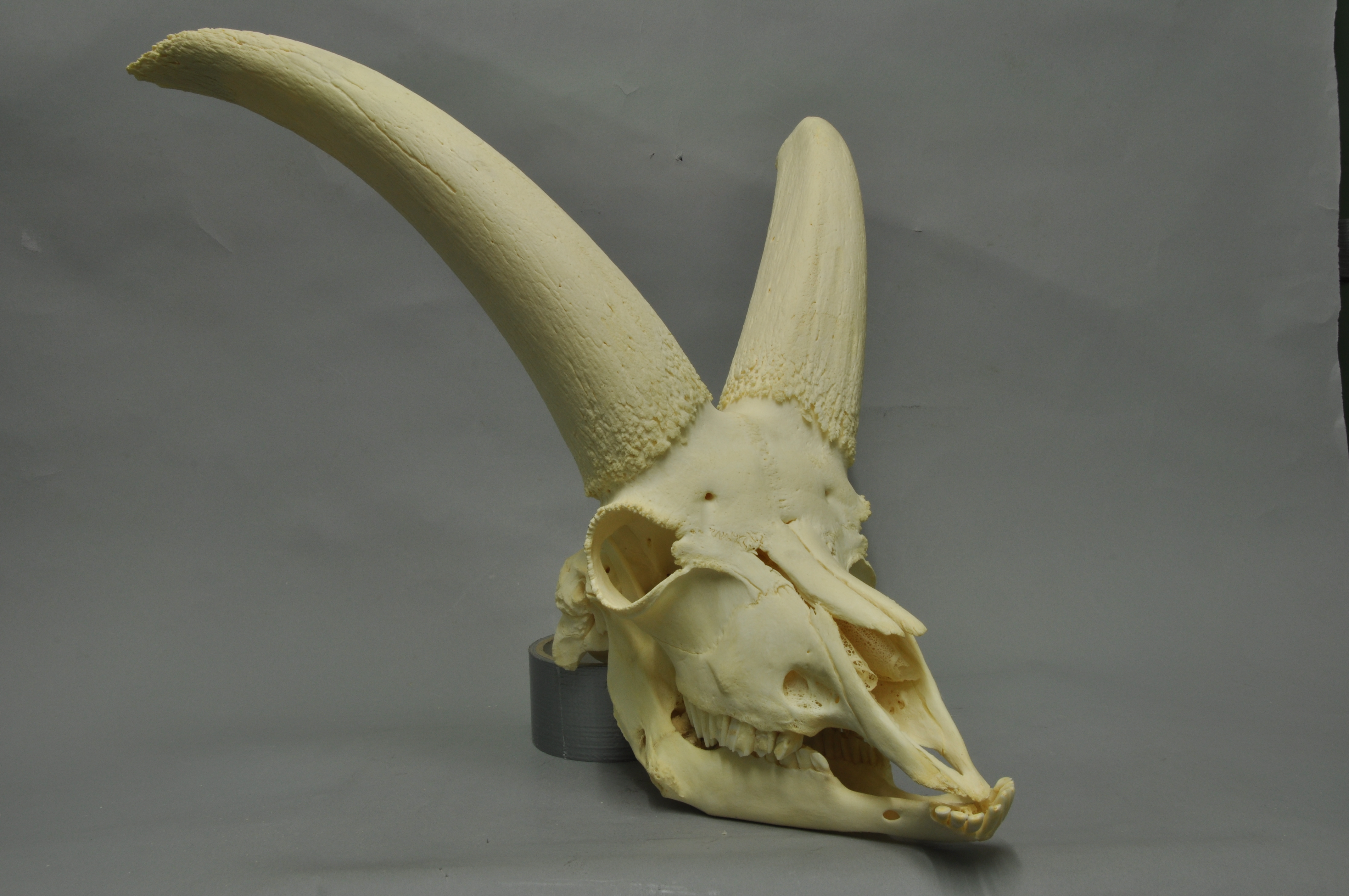
Schädel

Der Alpensteinbock ist eine von mehreren als Steinböcke bezeichneten Arten der Gattung der Ziegen (Capra). Früher wurde er aufgrund äußerer Merkmale mit dem Sibirischen Steinbock (C. sibirica) und dem Nubischen Steinbock (C. nubiana) zu einer Art zusammengefasst.
Genetische Untersuchungen deuten allerdings stark darauf hin, dass der Alpensteinbock, der Sibirische Steinbock und der Nubische Steinbock jeweils eigene Arten darstellen, wobei der Sibirische Steinbock an der Basis der wilden Ziegenarten steht. Die äußerlichen Ähnlichkeiten zum Alpensteinbock und zum Nubischen Steinbock wären demnach kein Zeichen enger Verwandtschaft, sondern Plesiomorphien. Der Alpensteinbock gleicht dagegen in genetischer Hinsicht sehr dem äußerlich recht verschiedenen Iberiensteinbock, der ihm geographisch auch am nächsten steht.